# 韦罗妮卡·科凯拉
韦罗妮卡·科凯拉（羅馬尼亞語：Veronica Cochela，1965年11月15日—），旧姓科贾努（Cogeanu），罗马尼亚女子赛艇运动员。她曾代表罗马尼亚参加1988年、1992年、1996年和2000年夏季奥林匹克运动会赛艇比赛，获得二枚金牌、三枚银牌和一枚铜牌。